# Адміністративний устрій Менського району
Адміністративний устрій Менського району — адміністративно-територіальний поділ Менського району Чернігівської області на 1 міську територіальну громаду, 1 селищну та 8 сільських рад, які об'єднують 56 населених пунктів та підпорядковані Менській районній раді. Адміністративний центр — місто Мена.

## Список громад Менського району
| № | Назва                  | Центр   | Населені пункти | Площа км² | Місце за площею | Населення (2015), осіб | Місце за населенням |
| - | ---------------------- | ------- | --- | --------- | --------------- | ---------------------- | ------------------- |
| 1 | Менська міська громада | м. Мена | c. Бірківка c. Блистова c. Величківка с. Вільне с. Дерепівка с. Дібрівка с. Дмитрівка c. Дягова с. Загорівка c. Киселівка с. Комарівка c. Куковичі с-ще Куковицьке с. Лазарівка c. Ліски с. Луки с. Майське смт Макошине с. Максаки м. Мена с. Нові Броди с. Овчарівка с. Остапівка c. Осьмаки с-ще Прогрес c-ще Садове c. Семенівка c. Синявка c. Слобідка c. Стольне c. Ушня c. Феськівка с. Чорногорці |           |                 | 25560                  |                     |

## Список радМенського району
| № | Назва                       | Центр         | Населені пункти                                                                    | Площа км² | Місце за площею | Населення (2001), чол. | Місце за населенням | Розташування |
| - | --------------------------- | ------------- | ---------------------------------------------------------------------------------- | --------- | --------------- | ---------------------- | ------------------- | ------------ |
| 1 | Березнянська селищна рада   | смт Березна   | смт Березна                                                                        | 62,642    | 4               | 5422                   | 1                   |              |
| 2 | Бігацька сільська рада      | c. Бігач      | c. Бігач                                                                           | 41,87     | 8               | 518                    | 9                   |              |
| 3 | Волосківська сільська рада  | c. Волосківці | c. Волосківці с. Степанівка                                                        | 48,4      | 7               | 1275                   | 4                   |              |
| 4 | Городищенська сільська рада | c. Городище   | c. Городище                                                                        | 50,9      | 6               | 970                    | 7                   |              |
| 5 | Данилівська сільська рада   | c. Данилівка  | c. Данилівка с. Веселе                                                             | 18,18     | 9               | 543                    | 8                   |              |
| 5 | Покровська сільська рада    | c. Покровське | c. Покровське                                                                      | 55,02     | 5               | 1142                   | 5                   |              |
| 7 | Сахнівська сільська рада    | c. Сахнівка   | c. Сахнівка с. Кам'янка с. Климентинівка с. Лугове с. Святі Гори (село) с. Яськове | 82,395    | 1               | 1342                   | 3                   |              |
| 8 | Локнистенська сільська рада | c. Локнисте   | c. Локнисте с. Гориця с. Гусавка                                                   | 81,72     | 2               | 1959                   | 2                   |              |
| 9 | Миколаївська сільська рада  | c. Миколаївка | c. Миколаївка с. Гребля с-ще Домниця с. Мощне с. Мурівка с. Подин                  | 69,237    | 3               | 1132                   | 6                   |              |

* Примітки: м. — місто, с-ще — селище, смт — селище міського типу, с. — село